# Ricardo Olivares Sánchez
Ricardo Olivares Sánchez, originario de Tlaxcala, es un destacado especialista en materia fiscal reconocido por ser el creador de los Impuestos Ecológicos en México, un modelo pionero implementado primero en Zacatecas y replicado en 16 estados. Su sólida formación académica incluye dos doctorados y maestrías en Derecho Fiscal e Impuestos, además de una licenciatura en Contaduría Pública.
Durante su trayectoria profesional, ha trabajado tanto en el sector privado como en el servicio público, donde destacó como Secretario de Finanzas en Tlaxcala y Zacatecas, además de haber sido Senador de la República en la LX Legislatura. Su contribución más relevante ha sido el diseño de los Impuestos Ecológicos, contemplados en la Ley de Hacienda de Zacatecas, los cuales abarcan impuestos por remediación ambiental, emisiones atmosféricas, contaminación de suelo y almacenamiento de residuos, siendo validados constitucionalmente por la Suprema Corte de Justicia de la Nación en 2019.
Además de su trabajo en impuestos ecológicos, Olivares ha coordinado reformas fiscales integrales, asesorado en la creación del Fondo de Extracción de Hidrocarburos y diseñado impuestos para la exploración y extracción de hidrocarburos, fortaleciendo así las finanzas públicas y la autonomía hacendaria de los estados productores.

## Educación
Es licenciado en Contaduría Pública, egresado de la Universidad Autónoma de Tlaxcala (1985–1989).  Cuenta con una sólida formación de posgrado en el área fiscal, que incluye una Maestría en Derecho Fiscal, egresado de la Universidad Autónoma de Tlaxcala (1997 - 1999);Maestría en Impuestos, por parte del Centro de Ciencias Jurídicas de Puebla (2001 - 2003), un Doctorado en Ciencias de lo Fiscal, por el Instituto de Especialización de Ejecutivos en la Ciudad de México (2002 - 2004) y Doctorado en Impuestos, egresado de la Universidad Autónoma de Zacatecas (2018-2020).

## Trayectoria profesional
Su trayectoria profesional inicia en el sector privado como Supervisor de Impuestos de Acumuladores del Centro, S.A. (1988–1989) y posteriormente como Contador General de Empresas Ca-Le de Tlaxcala, S.A. (1990–1995). Entre 1995 y 1998 se desempeña como Asesor Fiscal y Auditor Independiente, con registro ante la Secretaría de Hacienda y Crédito Público (SHCP). De manera paralela, entre 1996 y 1999, funge como Secretario de Finanzas del Sindicato de la Universidad Autónoma de Tlaxcala, y forma parte del equipo académico de la Facultad de Ciencias Económico Administrativas de la misma universidad (1996–2005), donde también participó como conferencista en diversos eventos académicos. 
Su trayectoria en el servicio público comienza en 1999 como Director General de Ingresos y Fiscalización de la Secretaría de Finanzas del Gobierno del Estado de Tlaxcala (1999–2002). Más adelante, se desempeña como Secretario de Finanzas del mismo estado entre 2003 y 2005. En el ámbito legislativo, fue Senador de la República en la LX Legislatura (febrero–abril de 2007), como suplente en funciones del MVZ Alfonso Sánchez Anaya.
De 2007 a 2016, colabora como asesor en materia fiscal y financiera en los estados de Tlaxcala, Campeche, Zacatecas y Yucatán, así como en diversos municipios del país. A partir de septiembre de 2016 y hasta marzo de 2021, se desempeña como Subsecretario de Ingresos de la Secretaría de Finanzas del Estado de Zacatecas. Posteriormente, es nombrado Secretario de Finanzas del Estado de Zacatecas, cargo que ocupa de marzo de 2021 al 11 de septiembre de 2022, y es ratificado para el mismo puesto del 12 de septiembre de 2022 al 11 de febrero de 2025.
Ha realizado una contribución clave al fortalecimiento del federalismo fiscal en México, al ser creador de los Impuestos Ecológicos en el Estado de Zacatecas, un modelo pionero que actualmente ha sido adoptado por 16 entidades federativas. Estos impuestos están contenidos en la Ley de Hacienda del Estado de Zacatecas (LHEZ) y se estructuran de la siguiente manera:
- Impuesto por remediación ambiental en la extracción de materiales (Art. 8 al 13)
- Impuesto por la emisión de gases a la atmósfera (Art. 14 al 19)
- Impuesto por la emisión de contaminantes al suelo, subsuelo y agua (Art. 20 al 27)
- Impuesto por el depósito o almacenamiento de residuos (Art. 28 al 34)
- Además de las disposiciones generales (Art. 6 y 7) y los estímulos y destino de los recursos (Art. 35 al 36)

Uno de los mayores logros en esta materia es el Impuesto sobre Emisiones de Gases a la Atmósfera, que ha sido avalado por cinco jurisprudencias emitidas por la Suprema Corte de Justicia de la Nación (SCJN). El 7 de febrero de 2019, con ocho votos a favor y dos en contra, la SCJN resolvió que el Estado de Zacatecas no invadió la esfera competencial de la Federación y confirmó que es legítimo que los estados puedan establecer contribuciones en materia ambiental. Días después, el 11 de febrero de 2019, la Corte sesionó nuevamente para resolver la segunda parte del juicio, confirmando que ninguna de las cuatro vertientes de los impuestos ecológicos invade competencias federales, consolidando así su constitucionalidad.
También ha liderado y coordinado importantes iniciativas como la reforma fiscal integral y la elaboración del Código Financiero del Estado de Tlaxcala y sus Municipios. Asimismo, brindó asesoría técnica para la creación del Fondo de Extracción de Hidrocarburos y del Impuesto por Exploración y Extracción de Hidrocarburos, en beneficio de los estados petroleros.

## Cobertura en medios y participación pública (2022–2025)

### Reordenamiento financiero y política de “cero deuda” (2022)
En octubre de 2022, Ricardo Olivares compareció ante la LXIV Legislatura de Zacatecas, donde destacó la reestructuración de las finanzas estatales, la no contratación de nueva deuda pública y la creación del Fondo de Estabilización de los Ingresos Presupuestarios. Subrayó que, gracias a estos esfuerzos, se logró un aumento del 50 % en ingresos propios durante el primer año de la administración y se dejó atrás la práctica de recurrir a adelantos de participaciones o deuda a corto plazo.
Tras asegurar que el Gobierno de Zacatecas trabaja con un marco legal adecuado para dar mejores resultados, el secretario de Finanzas dijo que “la disciplina fiscal, la austeridad y la responsabilidad hacendaria llegaron a Zacatecas para quedarse”.... Asimismo, la entidad registró un aumento de la calificación crediticia otorgada por HR Ratings y actualmente reporta un AAA con perspectiva estable, lo que es el resultado de las acciones emprendidas por el mandatario estatal para lograr finanzas sanas y una administración transparente.

### Fortalecimiento fiscal, cero endeudamiento y apoyo municipal (2024)
Al comparecer ante la LXV Legislatura en octubre de 2024, Olivares informó que la deuda a largo plazo disminuyó de 7 380 millones de pesos a 6 718 millones, con un pago de capital de 662 millones. Además, resaltó el aumento del 93 % en ingresos propios, una fuerte inversión pública —que pasó de 639 a 2 517 millones de pesos (un incremento del 293 %)— y el crecimiento en transferencias a municipios, impulso clave para infraestructura, bienestar y seguridad.

### Impulsor de los impuestos ambientales y federalismo fiscal (2024)
Durante el Segundo Foro de la Red de Administradores Financieros Públicos en febrero de 2024, Olivares presentó los impuestos ecológicos como contribuciones prioritarias. Esta propuesta, formulada en diciembre de 2016 y materializada con apoyo del foro internacional de agosto de 2018 en Zacatecas, recibió el aval de la Suprema Corte en febrero de 2019, lo que fortaleció el federalismo fiscal al permitir que los estados impusieran gravámenes por contaminación del aire, agua, suelo, almacenamiento de residuos y extracción minera a cielo abierto.

### Presupuesto municipalista y planeación para infraestructura (2025)
En enero de 2025, durante la primera Plenaria Municipalista del año, se anunció que Zacatecas destinaría 1 029 millones de pesos para obras públicas —565 millones aportados por el estado y 464 millones por los municipios— destinados a agua potable, seguridad, infraestructura, salud y educación. Olivares destacó que el presupuesto municipalista enfatizaría una administración eficiente y equitativa de recursos para beneficio de las comunidades